# Портомасо (бизнес-центр)
Бизнес-центр «Портомасо» — бизнес-центр, расположенный в городе Сент-Джулианс на Мальте.

## Описание
98-метровое здание насчитывает 23 этажа. Это самое высокое сооружение на Мальте. Бизнес-центр был открыт в 2001 году. Большинство этажей принадлежит бизнес-центру, но 1-6 этажи отданы под номера отеля Hilton. Башня также вмещает парковку, охрану и т. д. В помещениях нижних этажей расположен зал конгрессов. В базе юго-восточной стороны находится галерея с колоннами, соединяющая центр конгрессов с башней. Пространство вокруг неё занимают стоянки автомобилей, магазины, офисы. На первом этаже расположен торговый центр под названием Аркадия.